# Институт нейробиологии имени Эрнста Штрюнгмана в сотрудничестве с Обществом Макса Планка
Институт нейробиологии имени Эрнста Штрюнгмана в сотрудничестве с Обществом Макса Планка (сокращенно «Институт Эрнста Штрюнгмана» или «немецкий институт Эрнста Штрюнгмана», англ. Ernst Strüngmann Institute for Neuroscience in Cooperation with Max Planck Society, ESI) — научное учреждение в Европейском союзе.
Институт является частной научно-исследовательской организацией во Франкфурте-на-Майне в области когнитивной нейробиологии и исследований мозга. Институт — ассоциированное учреждение Общества Макса Планка.
Институт основан в сентябре 2008 года братьями Андреасом и Томасом Стрюнгманами как некоммерческая организация (gGmbH). Штрюнгманы назвали институт в честь своего отца Эрнста Штрюнгмана. Для финансирования института они основали Фонд Эрнста Штрюнгмана (нем. Ernst Strüngmann Stiftung).
Директорами-основателями института были нейрофизиологи Вольф Сингер, вышедший на пенсию в 2011 году, и Паскаль Фрайс. Дэвид Поппель является управляющим директором с 2021 году.

## Рабочие группы
В состав института входят восемь рабочих групп (по состоянию на январь 2024 г.):
- Лаборатория Поппеля: Неврологические основы речи, языка и музыки (Дэвид Поппель)[7][8]
- Лаборатория Сингера: Нейронные основы высших когнитивных функций (Вольф Сингер)
- Лаборатория Радемейкера: Механизмы человеческого восприятия (Розанна Радемейкер)[9]
- Лаборатория Кунца: Система соединений между нейронами мозга (Герман Кунц)[10]
- Лаборатория Хавенит и Шёлвинк: Одновременная обработка когнитивных процессов в естественных условиях (Марта Бари Хавенит и Марике Шёлвинк)[11]
- Лаборатория Лоренса: Электрофизиология и моделирование навигации и вестибулярной системы (Жан Лоуренс)[12]
- Лаборатория Шмидта: Картирование нейронной сети энторинально-гиппокампа (Хелен Шмидт)[13]
- Лаборатория Винка: Роль времени и прогнозирования в обработке информации (Мартин Винк)[14][15]